# Hampton, Arkansas
Hampton är administrativ huvudort i Calhoun County i Arkansas. Hampton blev huvudort i samband med att countyt grundades år 1850. Orten fick sitt namn efter John R. Hampton som var ledamot av Arkansas senat.